# アルベマール郡 (バージニア州)
アルベマール郡（英: Albemarle County）は、アメリカ合衆国バージニア州の中央部に位置する郡である。人口は11万2395人（2020年）。郡庁所在地はシャーロッツビルであるが、独立市のため郡には含まれない。アルベマール郡で人口最大の町は国勢調査指定地域でありバージニア大学のキャンパスがあるユニバーシティオブバージニアである。
アルベマール郡はシャーロッツビル都市圏の中にある。

## 歴史
アルベマール郡となった地域にヨーロッパ人が入ってきたとき、そこの住人はサポニ族と呼ばれるスー語族インディアンだった。1744年、バージニア植民地議会がグーチランド郡北部からアルベマール郡を設立した。郡名は当時バージニア植民地の肩書き総督だった第2代アルベマール伯爵ウィレム・アン・ヴァン・ケッペルに因んで名付けられた。当初は今よりも大きな領域だったが、1761年に分割されてバッキンガム郡とアマースト郡が作られ、郡庁所在地は元の領域の中心にあったスコッツビルから、新しい領域の中心に近い場所に移され、シャーロッツビルと名付けられた。
アルベマール郡内のシャドウェルで、第3代アメリカ合衆国大統領のトーマス・ジェファーソンが生まれた。ただしその当時はグーチランド郡に入っていた。ジェファーソンが居住したモンティチェロは郡内にある。

## 郡政府
郡政府は選挙で選ばれる6人の委員で構成される郡政委員会が統治している。郡の管理は委員会が占めする郡執行役に任せられている。

### 町
郡内の唯一の法人化町は、最初の郡庁所在地だったスコッツビルである。非法人地域として、バーバーズビル、クローゼット、アーリーズビル、フリー・ユニオン、グリーンウッド、アイビー、キーン、ケスウィックなどがある。
郡庁所在地シャーロッツビル市が郡内に内包されてある。1871年から有効なバージニア州法の下で市として法人化された全ての自治体は法および政治的に郡とは独立した都市である。

### 警察と救急サービス

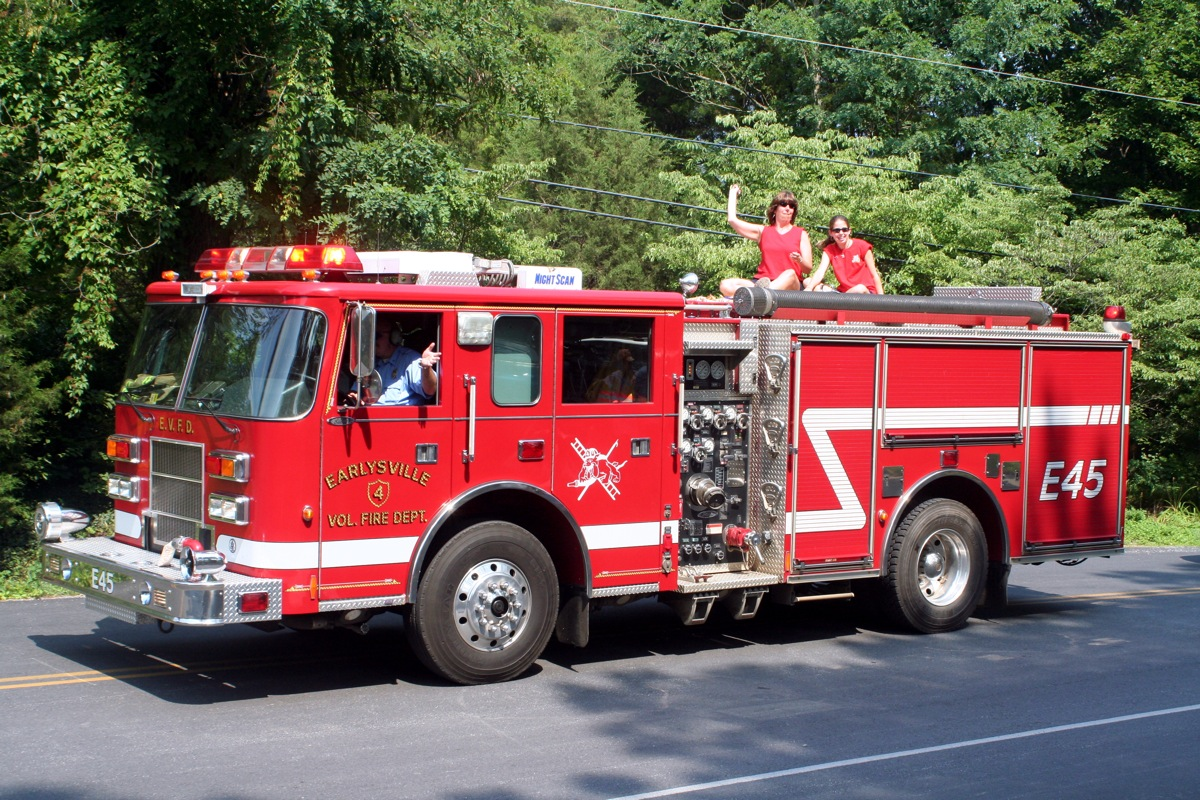
アーリーズビル消防署の消防車45、独立記念日のパレードで

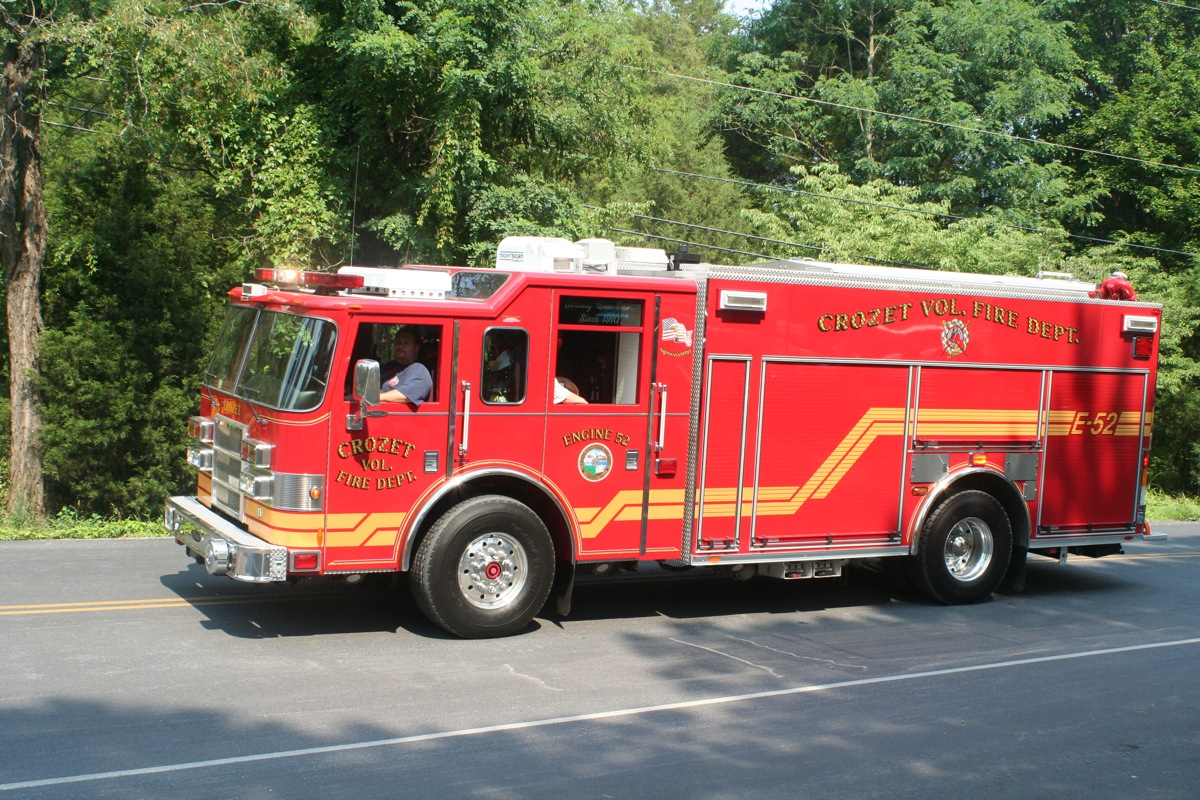
クローゼット消防団の消防車52

郡内には警察組織が2つある。1つはアルベマール郡警察署であり、刑事事件を扱い、警察署長に指揮されている。2つめは郡保安官事務所であり、民事を扱い、選挙で選ばれる保安官が指揮している。
救急サービスは、シャーロッツビル市のシャーロッツビル・アルベマール救急隊、クローゼットの西アルベマール救急隊、スコッツビルのスコッツビル救急隊の3つが行っており、すべてボランティア組織である。郡政府もアルベマール郡消防救急隊が管理する救急サービスを行っており、モンティチェロ消防署とホリーミード消防署に駐屯する先進的救急車を運行している。
消防活動は7つの消防団、2つの消防署、およびシャーロッツビル市消防署との相互援助契約で行っている。シャーロッツビル・アルベマール地域空港も空港救急部を維持しており、空港職員がスタッフである。航空機の緊急時には郡の組織の援助を受ける。4つの消防団は日中（午前6時から午後6時）に消防署の補助を得ている。2つの消防署はアルベマール郡消防救急部が管理している。ここには24時間、週7日、常勤職員が駐屯し、補助的にボランティアスタッフがいる。
今後消防署を2つ増やす計画があるが、経済的不況のために中断している。

## 地理
アメリカ合衆国国勢調査局に拠れば、郡域全面積は726平方マイル (1,880 km2)であり、このうち陸地723平方マイル (1,870 km2)、水域は4平方マイル (10 km2)で水域率は0.49%である。

### 水路
リバナ川が郡内に発しており、昔から重要な交通路になってきた。

### 主要高規格道路
- 州間高速道路64号線
- アメリカ国道15号線
- アメリカ国道29号線
- アメリカ国道250号線
- バージニア州道6号線
- バージニア州道20号線
- バージニア州道22号線
- バージニア州道53号線
- バージニア州道240号線

### 隣接する郡
- グリーン郡 - 北
- オレンジ郡 - 北東
- ルイーザ郡 - 東
- フルバナ郡 - 南東
- バッキンガム郡 - 南
- ネルソン郡 - 南西
- オーガスタ郡 - 西
- ロッキンガム郡 - 北西

### 国立保護地域
- シェナンドー国立公園（部分）

## 人口動態
以下は2010年国勢調査による人口統計データである。
| 基礎データ - 人口: 98,970人 - 世帯数: 38,157 世帯 - 家族数: 24,578 家族 - 人口密度: 53人/km2（137人/mi2） - 住居数: 42,122軒 - 住居密度: 22軒/km2（58軒/mi2） 人種別人口構成 - 白人: 80.6% - アフリカン・アメリカン: 9.7% - ネイティブ・アメリカン: 0.3% - アジア人: 4.7% - 太平洋諸島系: 0.1% - その他の人種: 2.3% - 混血: 2.4% - ヒスパニック・ラテン系: 5.5% 年齢別人口構成 - 18歳未満: 21.5% - 18-24歳: 12.3% - 25-44歳: 24.7% - 45-64歳: 27.2% - 65歳以上: 14.3% - 年齢の中央値: 38歳 - 性比（女性100人あたり男性の人口） - 総人口: 92.7 - 18歳以上: 89.6 | 世帯と家族（対世帯数） - 18歳未満の子供がいる: 28.2% - 結婚・同居している夫婦: 51.4% - 未婚・離婚・死別女性が世帯主: 9.6% - 非家族世帯: 35.6% - 単身世帯: 28.0% - 65歳以上の老人1人暮らし: 25.9% - 平均構成人数 - 世帯: 2.41人 - 家族: 2.96人 収入と家計 - 収入の中央値 - 世帯: 63,001米ドル - 家族: 98,934米ドル - 性別 - 男性: 55,530米ドル - 女性: 52,211米ドル - 人口1人あたり収入: 36,718米ドル - 貧困線以下 - 対人口: 10.4% - 対家族数: 3.8% - 18歳未満: 8.0% - 65歳以上: 2.4% |

## 教育
- バージニア大学

アルベマール郡公共教育学区が郡内の公立学校を管轄している。その中にはシャーロッツビル市内にあるチャータースクールのマレー高校が入っている。教育委員会と監督官が教育学区を管理している。
多くの私立学校もあり、アルベマール郡と周辺地域から生徒を受け入れている。シャーロッツビル市内の私立学校に通う生徒もいる。

## 著名な出身者
- ジョン・グリシャム、著作家

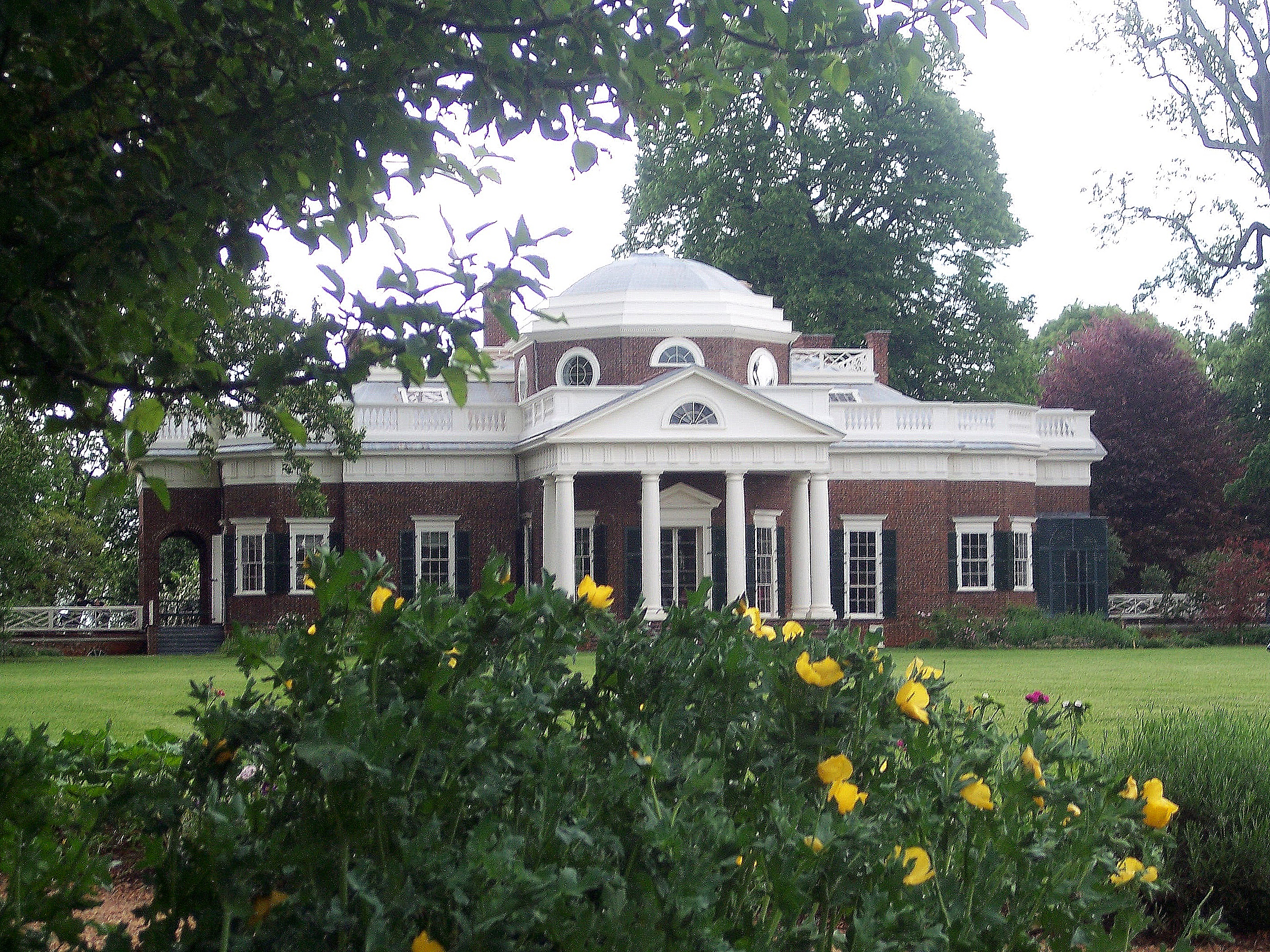
モンティチェロ、大統領かつ州知事を務めたトーマス・ジェファーソンの邸宅

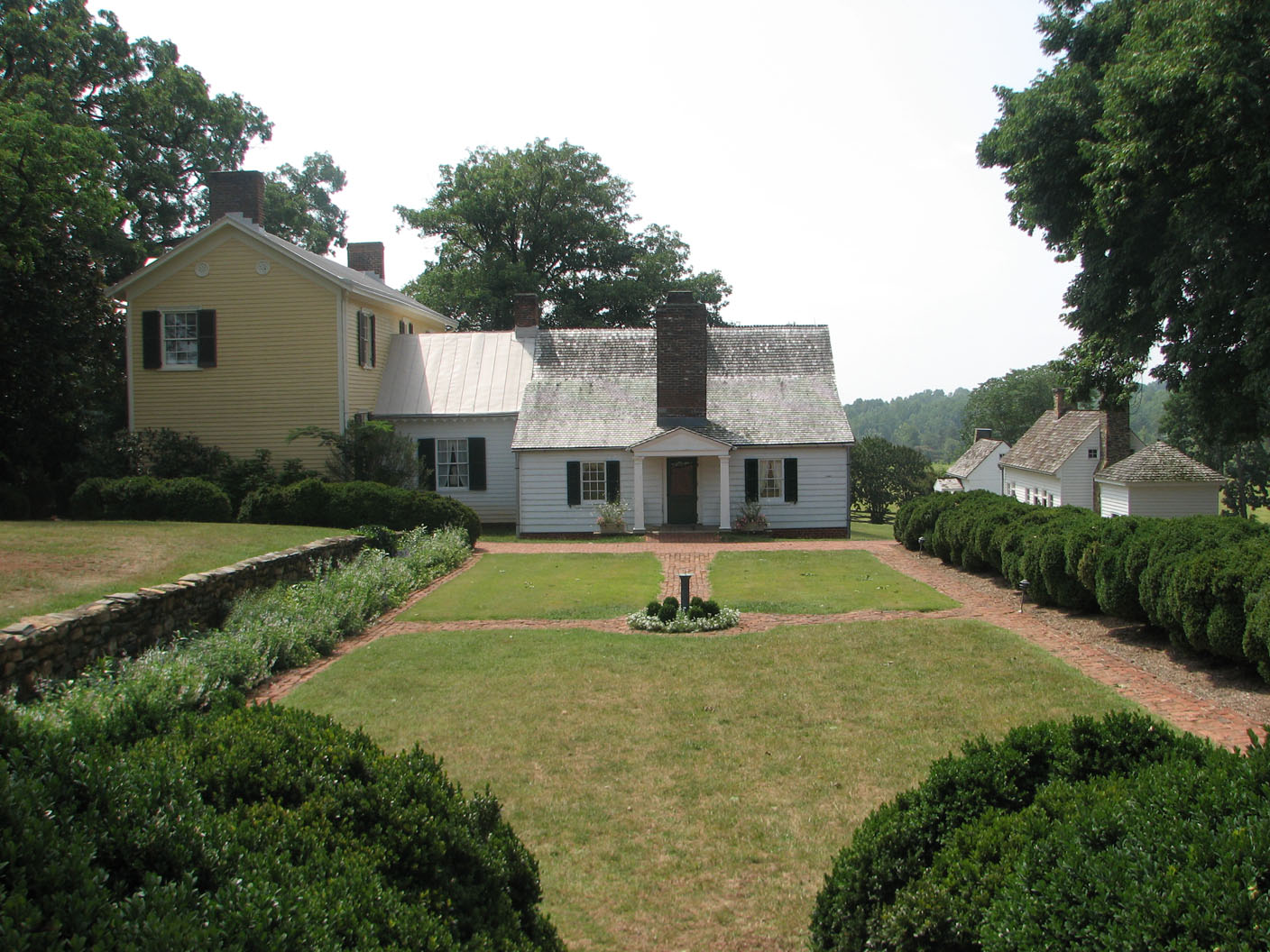
アッシュローン・ハイランド、大統領ジェームズ・モンローの邸宅

- トーマス・ジェファーソン、第3代アメリカ合衆国大統領、バージニア州知事
- メリウェザー・ルイス (1774–1809)、アルベマール郡生まれ、探検家、ルイジアナ州知事、ルイス・クラーク探検隊指導者の1人[12]
- デイヴ・マシューズ、デイヴ・マシューズ・バンド
- ジェームズ・モンロー、第5代アメリカ合衆国大統領、バージニア州知事
- シシー・スペイセク、女優